# ランディ・ガードナー

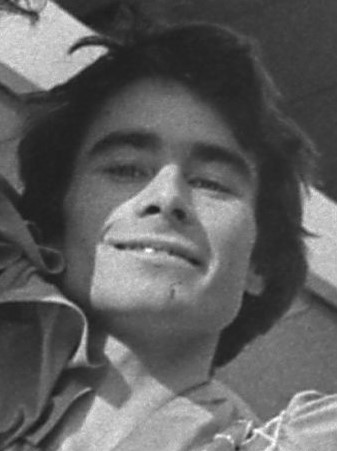
1979年

ランディ・ガードナー（Randy Gardner、1958年12月2日 - ）は、アメリカ合衆国の男性フィギュアスケート選手。1976年インスブルックオリンピック、1980年レークプラシッドオリンピックペアアメリカ代表。1979年世界フィギュアスケート選手権ペアチャンピオン。パートナーはタイ・バビロニア。

## 経歴
- 10歳のときにタイ・バビロニアとペアを組む。
- 1976年から1980年まで全米フィギュアスケート選手権5連覇。
- 1979年世界フィギュアスケート選手権優勝。
- 1980年、地元アメリカ開催のレークプラシッドオリンピックでイリーナ・ロドニナ&アレクサンドル・ザイツェフペアとの対決が注目されたが、自身のケガにより棄権。オリンピック後、プロへ転向。
- 2006年、雑誌『Scene』にゲイだとカミングアウトした[1]。

## 主な戦績
| 大会/年      | 1973-74 | 1974-75 | 1975-76 | 1976-77 | 1977-78 | 1978-79 | 1979-80 |
| ------------ | ------- | ------- | ------- | ------- | ------- | ------- | ------- |
| オリンピック |         |         | 5       |         |         |         | 棄権    |
| 世界選手権   | 10      | 10      | 5       | 3       | 3       | 1       |         |
| 全米選手権   | 2       | 2       | 1       | 1       | 1       | 1       | 1       |